# گمینا وویاشووکا
گمینا وویاشووکا (به لهستانی:  Gmina Wojaszówka) یک گمینا در لهستان است که در شهرستان کروسنو واقع شده‌است. گمینا وویاشووکا ۸۳٫۴ کیلومتر مربع مساحت و ۹٬۱۰۲ نفر جمعیت دارد.